# Cristiane
Cristiane o Cristiane Rozeira (Osasco, 15 de maig de 1985) és una davantera de futbol internacional des de 2003 amb Brasil, amb la qual ha jugat els Mundials 2003, 2007, 2011 i 2015 i els Jocs Olímpics d'Atenes, Beijing i Londres, guanyant dues plates olímpiques (fou la màxima golejadora de tots dos tornejos) i un subcampionat mundial. Va ser tercera als FIFA World Player 2007 i 2008.

## Trajectòria
| Temporades    | Club                     | Títols                   | Selecció (fases finals)                                                           |
| ------------- | ------------------------ | ------------------------ | --------------------------------------------------------------------------------- |
|               | Atlético Juventus 0      |                          | Sudamericano 2003 (campió) Mundial 2003 (quarts) Jocs Olímpics 2004 (finalista)   |
| 05/06         | Turbine Potsdam          | 1 Lliga                  |                                                                                   |
| 06/07         | VfL Wolfsburg            |                          | Sudamericano 2006 (subcampió)                                                     |
| 2007 0        | Linköpings FC 0          |                          | Jocs Panamericans 2007 (campió) Mundial 2007 (subcampió)                          |
| 2008 - 2009   | SC Corinthians           |                          | Jocs Olímpics 2008 (subcampió)                                                    |
| 2009 - 2010   | Chicago Red Stars        |                          |                                                                                   |
| 2009 - 2011 0 | Santos FC 0              | 1 Libertadores, 1 Copa 0 | Sudamericano 2010 (campió) Mundial 2011 (quarts)                                  |
| 11/12         | Rossiyanka Krasnoarmeysk |                          | Jocs Olímpics 2012 (quarts)                                                       |
| 2012          | São José EC              |                          |                                                                                   |
| 2013          | Daekyo Kangaroos         |                          |                                                                                   |
| 2013 - 2015 0 | AD Centro Olímpico 0     |                          | Copa América 2014 (campió) Mundial 2015 (vuitens) Jocs Panamericans 2015 (campió) |
| 15/16 - act.  | Paris Saint-Germain      |                          |                                                                                   |